# 輕拍翻轉小魔女
《輕拍翻轉小魔女》是由Studio 3Hz製作，於2016年10月6日在AT-X、TOKYO MX、SUN電視台等電視台播放的電視動畫作品。

## 故事簡介
與奶奶住在一起的中學二年級女孩可可娜，某一天遇到了不可思議的女孩帕皮卡，並和她踏上一同在「純潔幻影/Pure Illusion」這個世界找尋「蜜蜜碎片」的旅程。而當兩人遭遇危機時，蜜蜜的碎片開始發光，給予兩人變身的能力。

## 登場角色
帕皮卡（聲：M・A・O）
突然出現在可可娜面前的少女。個性開朗活潑，以獲得蜜蜜的碎片為目標。
可可娜（聲：高橋未奈美）
與奶奶一起生活的中學二年級少女。成績優秀，是班上的班長。
雅雅卡（聲：大橋彩香）
可可娜的青梅竹馬與同學。有著強悍不輕易屈服的個性，對可可娜來說也是最好的朋友。
索爾特（聲：津田健次郎）
同樣在蒐集蜜蜜碎片的、戴著太陽眼鏡的神秘男子。
托托（聲：井上沙香）
謎樣的小學生，優優的雙胞胎哥哥。蜜蜜碎片的孩子，平時沒有明顯的情緒。
優優（聲：歲納愛梨）
謎樣的小學生，托托的雙胞胎妹妹。蜜蜜碎片的孩子，平時沒有明顯的情緒，但若傷害到雙胞胎哥哥就會變得情緒失控。
日高（聲：福島潤）
研究蜜蜜碎片的科學家，TT-392的發明者。
小百合（聲：日笠陽子）
從事作業員職務的女性。對於日高奇怪的發明感到苦惱。
TT-392（聲：興津和幸）
日高製作的機器人，通稱小噗。
尤庫斯裘魯（聲：村瀨迪與）
可可娜飼養的寵物，外表像是兔子的綠色軟體動物，能伸縮成各種型態，喜歡狹窄的地方。
彩彩羽學姊（聲：大西沙織）
可可娜學校的三年級學生，美術社成員。
可可娜的奶奶（聲：久保田民繪）
與可可娜一起生活並負責照顧可可娜。
蜜蜜（聲：茅野愛衣）
可可娜的媽媽。

## 電視動畫

### 製作人員
- 原作：Pure Illusionist
- 導演：押山清高
- 角色設計、總作畫指導：小島崇史
- 概念設計：tanu
- 美術指導：Studio PABLO
- 色彩設計：末永康子
- 攝影指導：出水田和人
- 剪輯：定松剛
- 音響指導：明田川仁
- 音樂：TO-MAS SOUNDSIGHT FLUORESCENT FOREST
- 監製：infinite
- 動畫製作：Studio 3Hz
- 製作：FliFla Project

### 主題曲
片頭曲「Serendipity」
作詞、作曲、主唱：ZAQ，編曲：R・O・N
片尾曲「FLIP FLAP FLIP FLAP」
作詞：松井洋平，作曲：伊藤真澄，編曲：TO-MAS，主唱：TO-MAS feat. Chima

### 各話列表
| 話數   | 日文標題 | 中文標題          | 劇本       | 分鏡              | 演出            | 作畫監督                                                                                      |
| ------ | -------- | ----------------- | ---------- | ----------------- | --------------- | --------------------------------------------------------------------------------------------- |
| 第1話  |          | Pure Input        | 綾奈由仁子 | 押山清高          | 押山清高        | 小島崇史                                                                                      |
| 第2話  |          | Pure Converter    | 綾奈由仁子 | 押山清高          | 野亦則行        | 鶴窪久子                                                                                      |
| 第3話  |          | PURE XLR          | 綾奈由仁子 | 柳沼和良          | 博史池畠        | 和田直也                                                                                      |
| 第4話  |          | Pure Equalization | 關根亞由美 | 迫井政行          | 迫井政行        | 野崎溫子                                                                                      |
| 第5話  |          | Pure Echo         | 綾奈由仁子 | 竹下良平          | 竹下良平        | 小磯沙也香、                                                                                  |
| 第6話  |          | Pure Play         | 綾奈由仁子 | 立川讓            | 博史池畠        | 田中志穗、鶴窪久子                                                                            |
| 第7話  |          | Pure Component    | 押山清高   | 押山清高          | 江副仁美        | 、杉薗朗子                                                                                    |
| 第8話  |          | Pure Breaker      | 久彌直樹   | 榎戶駿            | 榎戶駿          | 榎戶駿、小島崇史 、鶴窪久子 田中志穗                                                          |
| 第9話  |          | Pure Mute         | 久彌直樹   | 出合小都美        | 北田勝彥        | 北田勝彥、小島崇史 鶴窪久子、田中志穗                                                         |
| 第10話 |          | Pure Jitter       | 久彌直樹   | 押山清高          | 山下英美        | 杉薗朗子、田中志穗                                                                            |
| 第11話 |          | Pure Storage      | 久彌直樹   | 押山清高 五味伸介 | 篠原啟輔        | 鶴窪久子、長谷川早紀 小島崇史、杉薗朗子 田中志穗                                              |
| 第12話 |          | Pure Howling      | 久彌直樹   | 押山清高 新留俊哉 | 室谷靖 龜田祥倫 | 龜田祥倫、北田勝彥 杉薗朗子、新井博慧 飯田剛士、田中宏紀 田中志穗、寺尾憲治 、臼井篤史 鄭印善 |
| 第13話 |          | Pure Audio        | 久彌直樹   | 押山清高          | 押山清高        | 小島崇史                                                                                      |

### 播放單位
2016年10月6日21時00分在AT-X首播，之後亦於TOKYO MX、SUN電視台等電視台播放。香港Animax於2016年10月7日起每週五19時30分與日本同日播放。
 日本深夜動畫：下文記載的日本国内播放時間使用日本標準時間（UTC+9）表示。因為部分時間标识會採用30小时制，因此請留意这类超过24:00的时间，其實際播放時間為翌日清晨。
| 播放日期                      | 播放時間           | 播放電視台 | 播放地區 | 備註                                 |
| ----------------------------- | ------------------ | ---------- | -------- | ------------------------------------ |
| 2016年10月6日 - 12月29日      | 週四 21:00 - 21:30 | AT-X       | 日本全域 | 製作委員会参加 / CS放送 / 有重播時段 |
|                               | 週四 22:00 - 22:30 | TOKYO MX   | 東京都   | 製作委員会參加                       |
| 2016年10月7日 - 12月30日      | 週四 24:30 - 25:00 | SUN電視台  | 兵庫縣   |                                      |
| 2016年10月10日 - 2017年1月2日 | 週日 25:00 - 25:30 | BS富士     | 日本全域 | BS放送 / 製作委員会參加              |

| 播放日期                 | 播放時間           | 播放單位  | 播放地區 | 備註                             |
| ------------------------ | ------------------ | --------- | -------- | -------------------------------- |
| 2016年10月6日 - 12月29日 | 週四 21:00         | 愛奇藝    | 中國     | 線上配信                         |
| 2016年10月6日 - 12月29日 | 週四 23:00 - 23:30 | Animax    | 臺灣     |                                  |
| 2016年10月7日 - 12月30日 | 週五 19:30 - 20:00 | Animax    | 香港     |                                  |
| 2017年2月18日 -          | 週六 13:00－16:00  | Animax HD | 臺灣     | 中華電信MOD 動畫『馬拉松』第三部 |

### BD
| 卷數 | 發售日期     | 收錄話數        | 規格編號  |
| ---- | ------------ | --------------- | --------- |
| 1    | 2017年1月6日 | 第1話 - 第2話   | BIXA-1151 |
| 2    | 2017年2月2日 | 第3話 - 第4話   | BIXA-1152 |
| 3    | 2017年3月2日 | 第5話 - 第6話   | BIXA-1153 |
| 4    | 2017年4月4日 | 第7話 - 第8話   | BIXA-1154 |
| 5    | 2017年5月2日 | 第9話 - 第10話  | BIXA-1155 |
| 6    | 2017年6月2日 | 第11話 - 第13話 | BIXA-1156 |

## 外部連結
- 《輕拍翻轉小魔女》官方網站 （页面存档备份，存于） （日語）
- 《輕拍翻轉小魔女》的X（前Twitter）（日語）